# Louis Delattre
Pour les articles homonymes, voir Delattre.
Louis Delattre, né à Fontaine-l'Évêque le 24 juin 1870 et décédé le 18 décembre 1938 à Uccle, est un médecin et auteur belge ami d'Albert Giraud et de Georges Eekhoud.

## Biographie
Il fait des études universitaires et obtient le diplôme de docteur en médecine. Il est médecin à la prison de Forest, inspecteur principal d'hygiène du gouvernement belge et membre du Conseil médical de la Croix rouge de Belgique.
Parallèlement, il s'intéresse précocement aux Lettres. Dès 1888, Il publie des romans et des recueils de contes. Il écrit également des chroniques dans le journal Le Soir avant la Première Guerre mondiale et lit ses chroniques sur les ondes de l'Institut national de radiodiffusion (INR). Hubert Krains le qualifia d'écrivain régionaliste « exprimant l'âme de la Wallonie sans mesquineries ni petitesses ». 
Il était membre de l'Académie royale de langue et de littérature française de Belgique. Il faisait également partie de la Commission culturelle de l'Institut national de radiodiffusion.

## Distinctions belges
- Grand officier de l'ordre de la Couronne.
- Commandeur de l'ordre de Léopold (en juillet 1926).
- Médaille de la Croix-Rouge de 1ère classe.
- Croix civique de 1ère classe.

## Publications
- Croquis d'écolier, Mons, Manceaux, 1888.
- Contes de mon village, Bruxelles, Lacomblez, 1890.
- Revue littéraire Le Coq rouge [gallica], 1895-1897, en tant que membre du comité de rédaction ;
- Marionnettes rustiques montrant les bonnes petites gens à leurs métiers en douze contes (avec dessins de Armand Rassenfosse), L. Benard (s.d.), 1899
- La Loi de péché, Paris, Mercure de France, 1899, 234 p.
- Avril, Bruxelles, Lamertin éditeur, 1907, 371 p.
- Petits Contes en sabots (illustrés par le peintre Georges-Émile Lebacq), Bruxelles, Lebègue, 1911
- Pour l'âme belge, Paris/Bruxelles, Association des Écrivains Belges, 1912
- De la fleur à l'abeille, roman éditée par la collection Junior de la Librairie Moderne, Bruxelles, 1913
  - Anthologie des écrivains belges de langue française, Bruxelles, Association des Écrivains Belges, 1924
  - Du côté de l'ombre. Carnets d'un Médecin de prison,  Bruxelles, Office de publicité, 1925
- Le fil d'or. Contes du petit verger avec 50 images de Fernand Rousseaux, Bruxelles, Office de publicité, 1927